# Робоча точка

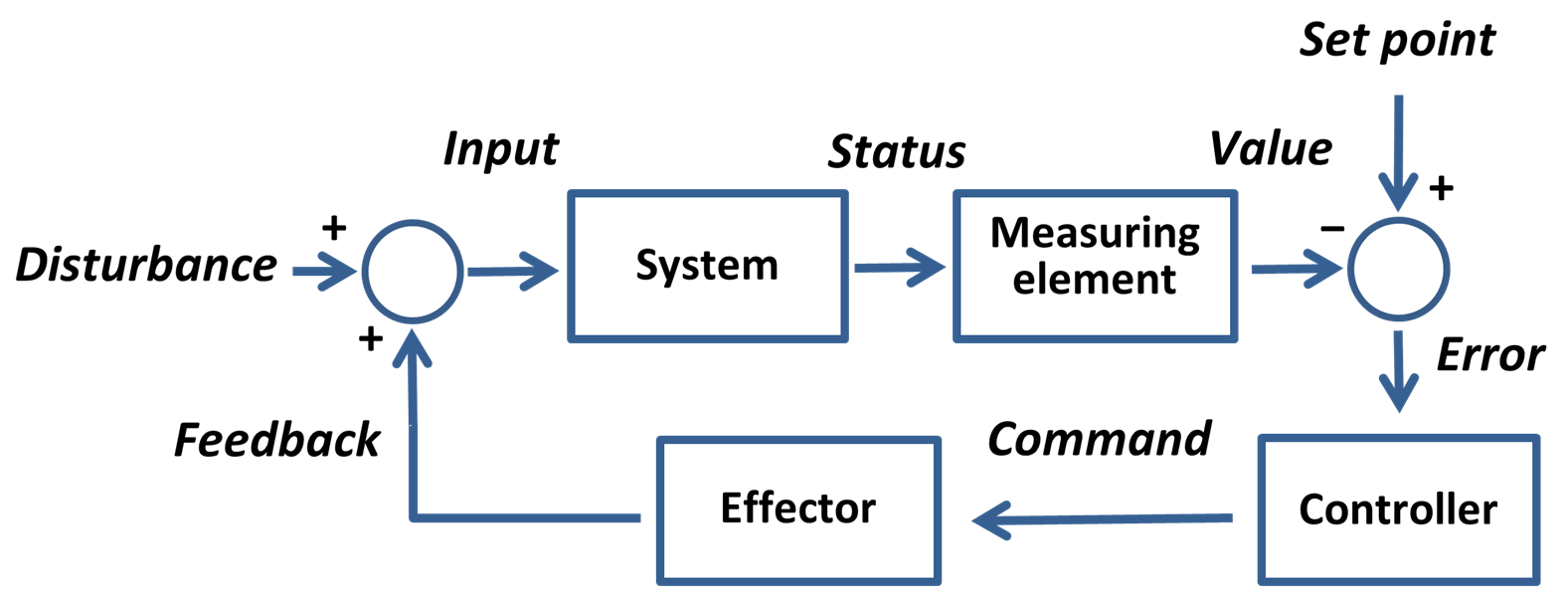
Діаграма негативного зворотного зв'язку у системах

У кібернетиці та теорії управління робоча точка (або задане значення, ЗВ) є бажане чи цільове значення для змінної або процесу в системі (тобто регульованної величини). Відхилення величини такої змінної від заданого значення є однією з підстав для регулювання за допомогою негативного зворотного зв'язку у системах автоматичного управління. Робоча точка є такою величиною змінної або сигналу, при якії сигнал розузгодження (тобто відхилення) буде рівним нулю.
Робоча точка у англомовній літературі зазвичай скорочується до SP.